# 의왕소방서
의왕소방서(義王消防署, Uiwang Fire Station)는 경기도 의왕시를 관할하는 경기도 소방재난본부 산하의 소방서이다. 소방서장은 소방정으로 보한다.

## 관할센터 및 관할구역
의왕소방서는 3개의 119안전센터와 1개의 구조대를 산하에 두고 있다.
| 명칭            | 주소           | 관할구역                       | 지역대     |
| --------------- | -------------- | ------------------------------ | ---------- |
| 고천119안전센터 | 오봉로 9       | 고천동, 왕곡동, 오전동         | 오전출동대 |
| 부곡119안전센터 | 오봉로 289     | 이동, 삼동, 초평동, 월암동     |            |
| 백운119안전센터 | 안양판교로 187 | 포일동, 내손동, 학의동, 청계동 |            |
| 119구조대       | 오봉로 9       | 의왕시 전역                    |            |
| 119구급대       | 경수대로 344   | 의왕시 전역                    |            |

## 같이 보기
- 대한민국 소방청
- 대한민국의 소방
- 소방관 계급